# Dutch Schultz
Pour les articles homonymes, voir Schultz.
Dutch Schultz aussi transcrit Shultz, né dans le Bronx sous le nom d’Arthur Flegenheimer (6 août 1901 - 24 octobre 1935) était un mafieux américain de la Yiddish Connection. Il fit fortune avec le trafic illégal d’alcool et la loterie, à Harlem. Dutch Schultz était un parrain connu pour son sale caractère : lunatique, cynique et paranoïaque. Il mourut abattu par plusieurs coups de feu. Lucky Luciano était le commanditaire de son exécution.

## Biographie
Arthur Flegenheimer, est né de parents juifs allemands le 6 août 1901. Son père abandonne la famille quand il a quatorze ans. Le jeune Flegenheimer quitte alors l'école, prétendument pour soutenir sa mère. Il commença sa carrière de délinquant en fréquentant le milieu criminel dans une boîte de nuit, en s'initiant et en trichant au jeu de hasard craps, puis en cambriolant. Lors de l'une de ses expéditions, il est arrêté, à l'âge de 17 ans, dans le Bronx, et est transféré pour travailler dans une ferme de laquelle il s'échappe avant d'être repris. Envoyé en prison sur Blackwell's Island (devenue Roosevelt Island), il est un détenu ingérable et transféré fréquemment dans tout l'établissement. Il purge 17 mois, ce qui, malgré sa longue carrière criminelle, devait être sa seule peine de prison. À son retour de prison, il gagne son surnom, octroyé par ses anciens collègues, de « Dutch Schultz », qui est le nom d'un gangster réputé récemment décédé, et profite de la réputation de brutalité de ce dernier.
Le nouveau Schultz travaille pour Arnold Rothstein pour qui il conduit des camions chargés d'alcool, puis Legs Diamond, avant de faire connaissance avec Lucky Luciano, Meyer Lansky et Benjamin « Bugsy » Siegel, qui font leur chemin dans la pègre.
En 1928, il se met à travailler pour son propre compte, dans le Bronx, comme bootlegger (trafiquant d'alcool pendant la Prohibition), associé à Joey Noey, un propriétaire de speakeasy (bar clandestin). Schultz se spécialise dans la bière. Il force plusieurs speakeasies rivaux à acheter sa boisson, allant jusqu'à torturer les réfractaires et ses concurrents. Lors d'un conflit de territoire avec un nommé John Rock qui lui résiste, Schultz et ses sbires le kidnappent et le suspendent par ses pouces à un crochet à viande et lui enduisent les yeux de gaze infectée par la gonorrhée, ce qui a rendu aveugle la victime. Sa zone d'influence intègre bientôt tout New York. 
Ensuite, Schultz se sent prêt à s'engager dans des affaires d'une plus grande ampleur, avec son bras droit Bo Weinberg, récemment recruté. Il s'installe à Manhattan, où il se retrouve en compétition directe avec son ancien patron Legs Diamond, lequel fit assassiner Joey Noey, l'associé de Schultz. Legs Diamond fut assassiné en retour en 1931. Dans le même temps, un ancien partenaire de Schultz, le tueur Vincent Mad Dog Coll, se retourne contre lui. Payé en 1931 par le parrain sicilien Salvatore Maranzano pour éliminer Lucky Luciano et ses alliés lors de la guerre des Castellammarese, Coll abat plusieurs hommes de Schultz et indigne l'opinion publique car un jeune enfant est tué par erreur. En 1932, trois hommes de Schultz, dont Bo Weinberg, exécutent Coll dans une cabine téléphonique.
À la fin de la Prohibition en 1933, Schultz se lance à Harlem dans la loterie des nombres, une forme de jeu de hasard truquée organisée par son comptable, Otto Biederman (alias Otto Abbadabba Berman), il gagne de millions de dollars par an. Il a également continué à extorquer de l'argent aux syndicats locaux et est impliqué dans d'autres activités de jeux telles que les machines à sous et la fixation des cotes dans les hippodromes.
Dans le même temps, Schultz affronta Ellsworth Johnson (alias Bumpy Johnson), un gangster noir, pour le contrôle de Harlem. Cet affrontement est la trame du film Les Seigneurs de Harlem (1997), dans lequel le rôle de Dutch Schultz est tenu par Tim Roth.
Il devient une cible sérieuse pour la justice à partir de 1933, étant inculpé d'évasion fiscale. Il reste caché jusqu'en 1934, date à laquelle il se rend après avoir été nommé Ennemi public n°1 par J. Edgar Hoover. Il est jugé deux fois : le premier jury a été suspendu (peut-être en raison d'une falsification de jury), son procès est déclaré nul, et lorsque le deuxième procès est déplacé dans la petite ville de Malone, New York. Schultz et ses associés arrivent dans la ville plusieurs semaines avant la procédure et mettent en place un « blitz » de relations publiques. Schultz finance des dîners et des boissons pour les habitants de la ville, fait don à des associations caritatives et à des collectes de fonds locales et même participe à un match de baseball avec le maire de la ville. Ce faisant, il devient un héros local et convainc toute la ville qu'il était un honnête citoyen persécuté par le gouvernement. Il est acquitté par le jury de toutes les charges.
Au début des années 1930, Dutch Schultz est dans la ligne de mire du procureur Thomas Dewey. Pour y échapper, il s'installe à Newark, dans le New Jersey. Contre l'avis des membres du Syndicat du crime, dont il n'assiste qu'irrégulièrement aux réunions, il projette d’assassiner le procureur Dewey. L’élimination de Dutch Schultz est alors collectivement décidée pour l'en empêcher, car l'une des nouvelles règles du Syndicat indique qu'il était interdit d'assassiner un non-membre du crime organisé, à plus forte raison un magistrat, et ce pour ne pas attirer davantage l'attention sur le « Syndicat ». 
Le 23 octobre 1935, Dutch Schultz est assassiné, avec trois membres de son organisation, Otto Biederman, Abe Landau et le garde du corps, Bernard « Lulu » Rosencrantz dans un restaurant de Newark, le Palace Chophouse, par une équipe de deux tueurs de Murder Incorporated appointés par Lepke Buchalter, comprenant Charlie « The Bug » Workman et Emanuel « Mendy » Weiss. Schultz est touché dans les toilettes et succombe à ses blessures vingt-deux heures plus tard, d'une péritonite dues aux balles rouillées utilisées dans cette intention par le commando du « Syndicat ». Agonisant, et refusant de donner à la police le nom de ses assassins, il répond par une étrange logorrhée de plusieurs heures aux questions des policiers,.
Ce soliloque est encore analysé de nos jours. L'un des enjeux est de retrouver le trésor de Schultz, dont l'emplacement, connu seulement des victimes de l'assassinat et évalué à 7 millions de dollars, est caché dans l'état de New York.
Converti au catholicisme, Schultz fut inhumé dans le cimetière catholique de Gate of Heaven à Hawthorne, dans le comté de Westchester, à New York.

## Dans les arts et la culture populaire

### Filmographie

#### Cinéma
Dutch Schultz apparait dans plusieurs films de gangsters, où il fut interprété par nombre d'acteurs renommés :
- 1961 : Vic Morrow dans Portrait of a mobster de Joseph Pevney

- 1984 : James Remar dans Cotton Club
- 1991 : Dustin Hoffman dans Billy Bathgate
- 1997 : Tim Roth dans Les Seigneurs de Harlem

## Livres
- William S. Burroughs, Les derniers mots de Dutch Schultz, Christian Bourgois, 6 novembre 2008 (1re éd. 1969), 107 p. (ISBN 2267019892)
- (en) Ted Addy (Russell R. Winterbotham), Dutch Schultz, Belmont Tower, 1973

- Stanislas André Steeman, Que personne ne sorte, Le Livre de Poche, 1973, 158 p. - Dutch Schultz cité deux fois : chap. IV - Licence de tuer et chap. VII - Moins un